# Georg Hann

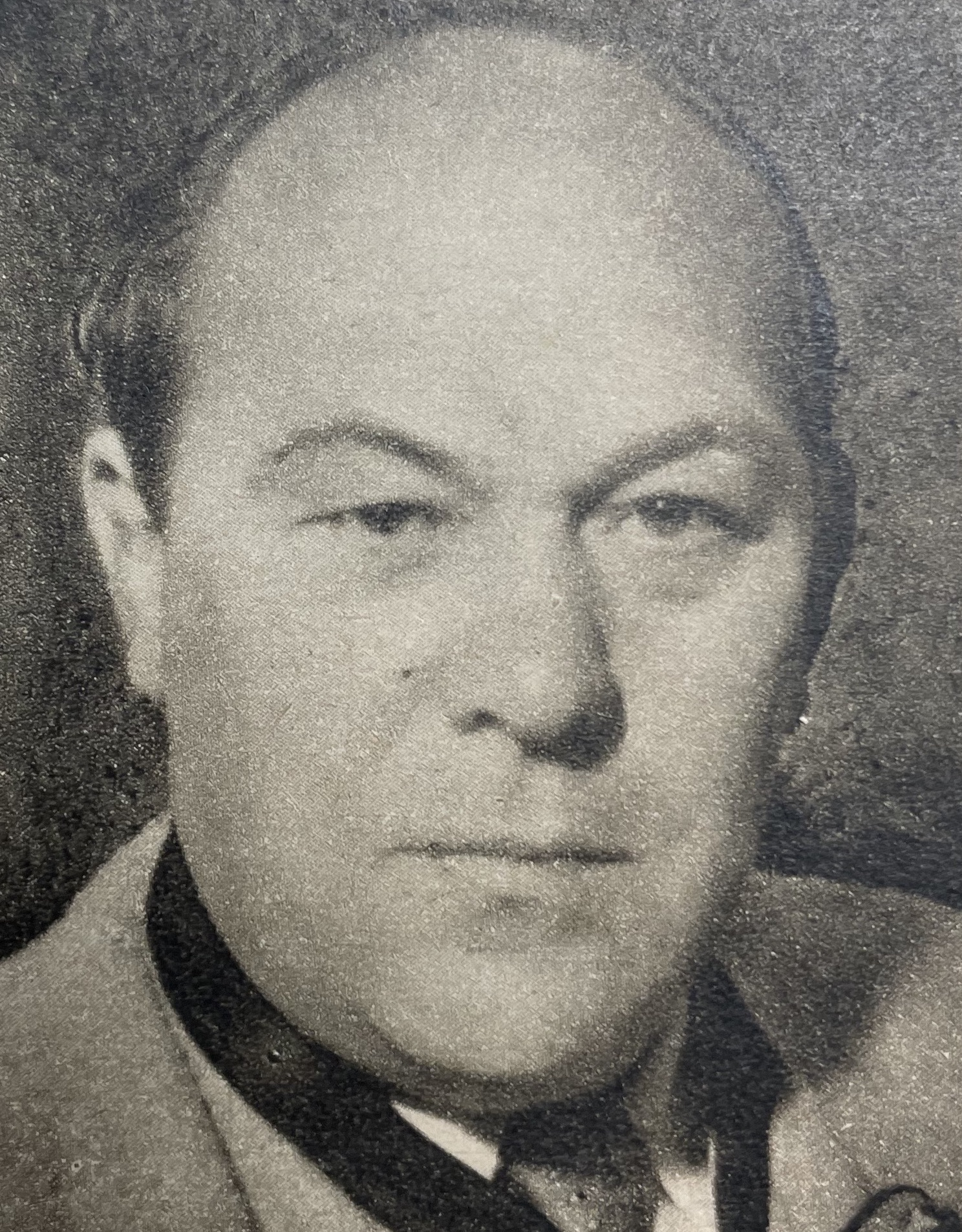
Georg Hann, um 1943, fotografiert von Hanns Holdt

Georg Gustav Hann (* 30. Januar 1897 in Wien, Österreich-Ungarn; † 10. Dezember 1950 in München) war ein österreichischer Opernsänger (Bassbariton). 

## Leben
Hann war Kriegsfreiwilliger im Ersten Weltkrieg und begann erst im Alter von 27 Jahren mit einer Gesangsausbildung an der Akademie für Musik und darstellende Kunst bei Theo Lierhammer. Auf Einladung des Münchener Generalintendanten Clemens von Franckenstein kam er 1927 an die Bayerische Staatsoper nach München und gab am 15. Februar 1927 in einer Aufführung des Freischütz sein Debüt. Hann stand 1944 in der Gottbegnadeten-Liste des Reichsministeriums für Volksaufklärung und Propaganda.
Hann, der zum Kammersänger ernannt wurde, gehörte bis zu seinem Tod 1950 dem Ensemble der Bayerischen Staatsoper an. Seine Grabstelle befindet sich auf dem Münchner Ostfriedhof.

## Aufnahmen
- Richard Strauss: Der Rosenkavalier, mit Viorica Ursuleac, Georgine von Milinkovic, Adele Kern, Ludwig Weber, Georg Hann; Dirigent: Clemens Krauss, Bayerisches Staatsorchester, Gesamtaufnahme München 1942, Preiser Records.
- Ermanno Wolf-Ferrari: Die vier Grobiane, mit Georg Hann, Gerda Sommerschuh, Georg Wieter; Dirigent: Hans Altmann, Chor und Orchester des Münchener Rundfunks, Gesamtaufnahme, Cantus-Line.